# Muscovadosocker

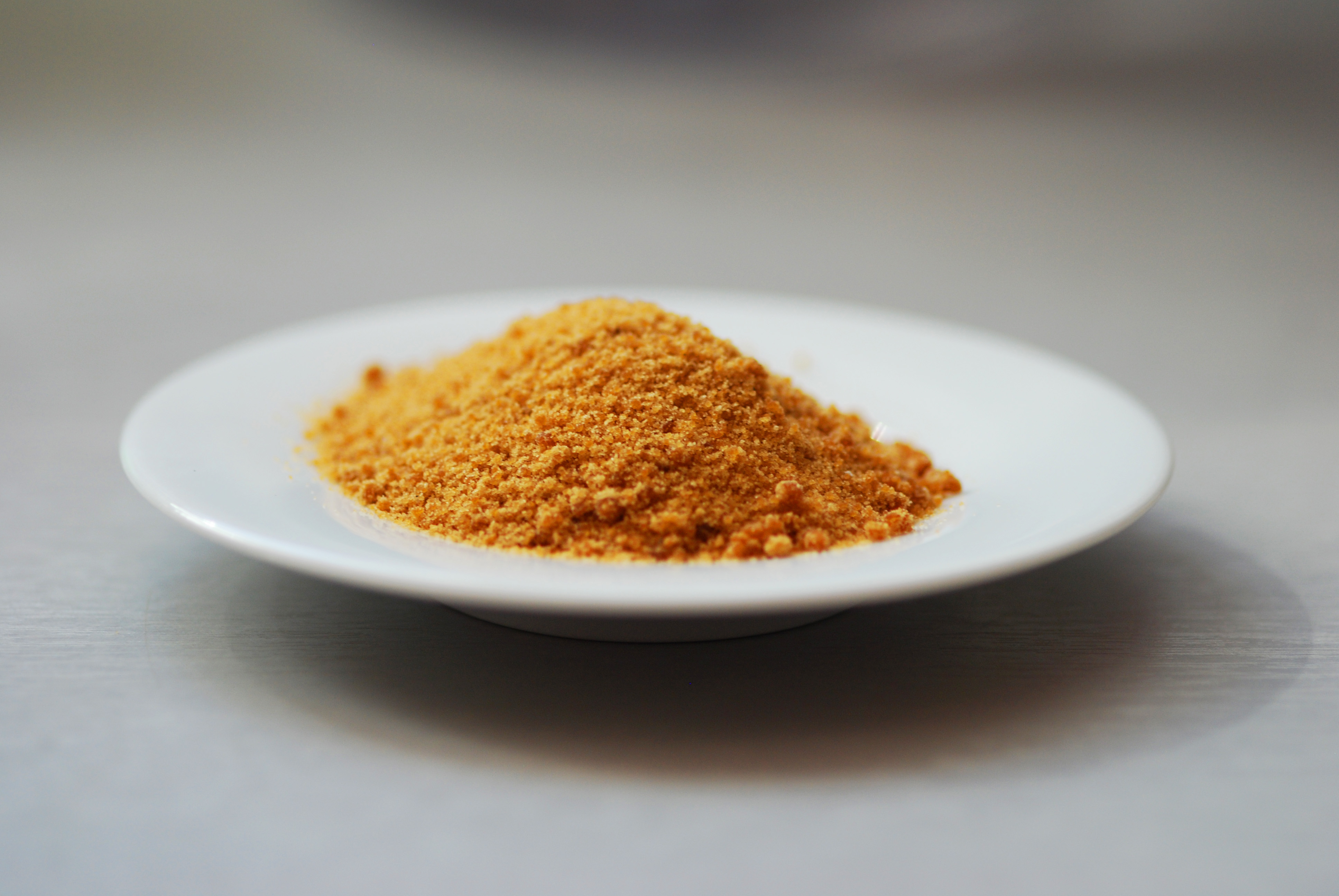
Muscovadosocker.

Muscovadosocker är ett råsocker som framställs av sockerrör från Mauritius. Till skillnad från vanligt socker har det mycket kvar av sockerrörssaftens färg och smak. Smaken påminner en del om farinsocker, men den är mindre neutral. Den mörka sorten har ett tydligt inslag av lakrits och den ljusa har en viss kolasmak. Man använder det i desserter (passar särskilt bra tillsammans med choklad), glass och till bakning av bröd och kakor, men det passar också bra som krydda i matlagning, till exempel i såser och marinader. Muscovadosocker används även i rom från Barbados.